# Jocelyn Delecour
Jocelyn Delecour (* 2. Januar 1935 in Tourcoing) ist ein ehemaliger französischer Leichtathlet.

## Sportliche Karriere

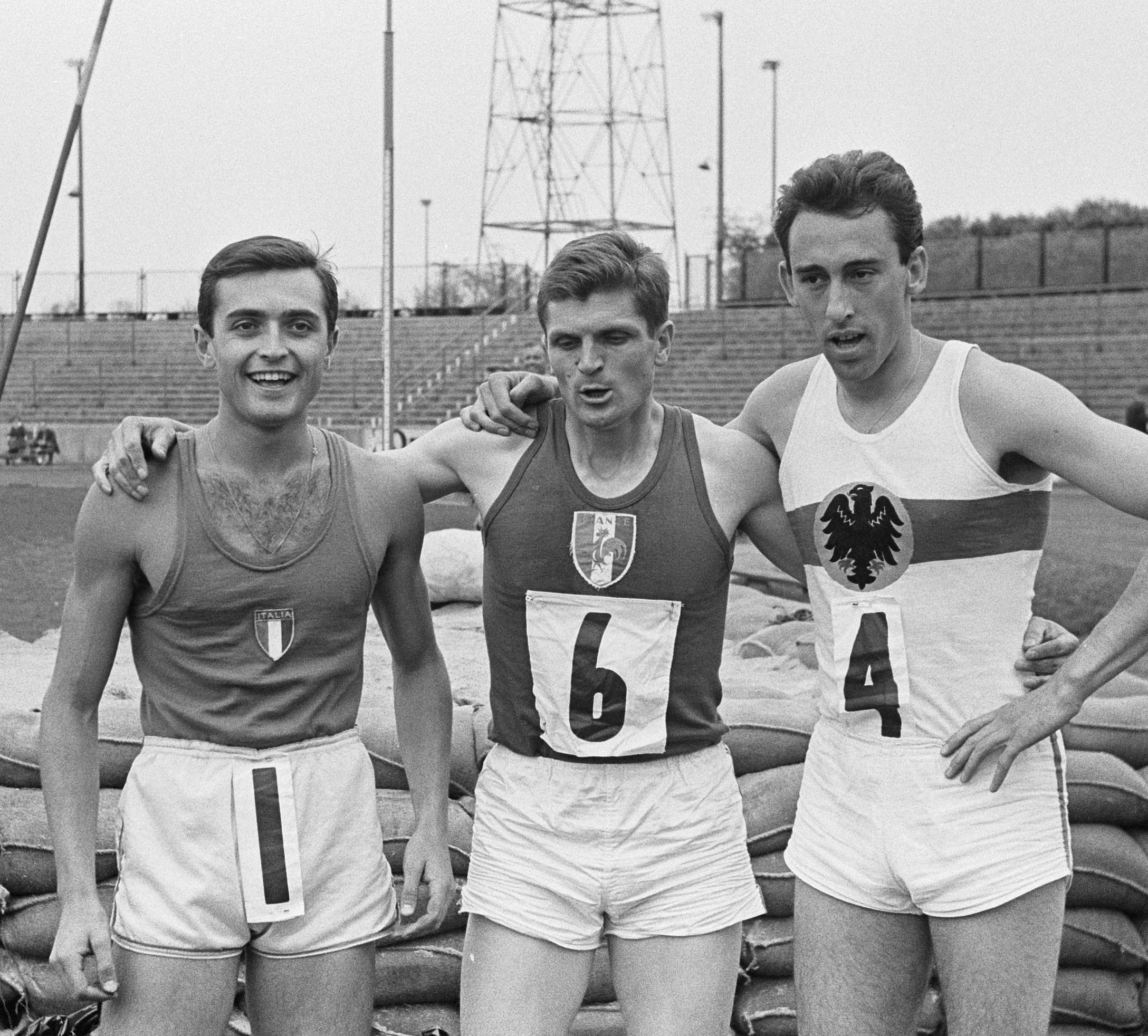
Sergio Ottolina, Jocelyn Delecour und Peter Gamper (1963)

Schon 1956 war Delecour bei den Olympischen Spielen in Melbourne am Start. Mit der französischen 4-mal-100-Meter-Staffel schied er im Halbfinale in 41,3 s nach 40,8 s im Vorlauf aus.
In Stockholm bei den Europameisterschaften 1958 wurde er in 10,5 s Vierter im 100-Meter-Lauf. Im 200-Meter-Lauf gewann er in 21,3 s Bronze und mit der Staffel belegte er in 41,0 s Platz fünf.
Seine zweite Olympiateilnahme fand 1960 in Rom statt: Delecour schied über 100 und über 200 Meter im Viertelfinale aus. Die Staffel wurde im Vorlauf disqualifiziert.
Bei den Europameisterschaften 1962 in Belgrad gewann er über 100 Meter in 10,4 s Silber hinter seinem Landsmann Claude Piquemal. Im 200-Meter-Lauf wurde Delecour in 21,0 s Vierter. Auch die Staffel belegte in 40,0 s lediglich Platz vier.
Bei den Olympischen Spielen 1964 in Tokio war Delecour zum dritten Mal am Start. Mit 21,2 s schied er über 200 Meter im Halbfinale aus. Mit der Staffel gewann er in 39,3 s Bronze hinter den Staffeln aus den USA und Polen. In der Staffel waren Paul Genevay, Bernard Laidebeur, Piquemal und Delecour im Einsatz.
Mit 31 Jahren trat Jocelyn Delecour bei den Europameisterschaften 1966 in Budapest nur in der Staffel an. In der Besetzung Marc Berger, Jocelyn Delecour, Claude Piquemal und Roger Bambuck gewann die französische Staffel in 39,4 s vor der Staffel aus der Sowjetunion.
In Mexiko-Stadt ging Delecour bei den Olympischen Spielen 1968 zum vierten Mal an den Start. Im 100-Meter-Lauf schied er nach 10,36 s im Viertelfinale aus. Die französische Staffel in der Aufstellung Gérard Fenouil, Delecour, Piquemal und Bambuck gewann in 38,43 s Bronze.
Bei einer Körpergröße von 1,75 m betrug Delecours Wettkampfgewicht 65 kg.